# Ptygura pilula
Ptygura pilula är en hjuldjursart som först beskrevs av Cubitt 1872.  Ptygura pilula ingår i släktet Ptygura och familjen Flosculariidae. Arten är reproducerande i Sverige. Inga underarter finns listade i Catalogue of Life.